# Nodus Secundus
Nodus Secundus (Delta Draconis) is een ster in het sterrenbeeld Draak (Draco).
De ster wordt ook wel Altais en Aldib genoemd, hoewel deze namen ook een groep van sterren aan zouden duiden. De naam Altais betekent "Geitenbok" in het Arabisch.